# Riserva indiana Yakama
La Riserva Indiana Yakama (nota anche come Riserva Indiana Yakima) è una riserva per nativi americani nello stato di Washington per tribù riconosciute a livello federale, le tribù e bande confederate della Nazione Yakama. Esse comprendono le tribù Klickitat, Palus, Wallawalla, Wanapum, Wenatchi, Wishram e Yakama.

## Posizione
La riserva si trova a Est della Catena delle Cascate nella parte meridionale dello stato di Washington. La parte orientale del Monte Adams si trova all'interno di questo territorio. Secondo l'Ufficio del censimento degli Stati Uniti d'America, la riserva copre 5661,56 km² (2185,94 miglia quadrate) e la popolazione nel 2000 era di 31799 persone. Essa giace principalmente nella contea di Yakima e nel limite settentrionale della contea di Klickitat. Una piccola sezione attraversa l'angolo sud-est della Contea di Lewis. La maggiore città della riserva è Toppenish.

## Storia
La riserva fu istituita nel 1855 con un trattato firmato da Isaac Stevens governatore del Territorio di Washington e rappresentanti della tribù Yakama. Molti leader nativi credevano che quei rappresentanti non avessero l'autorità di cedere terre comuni, per cui questi ultimi non ottennero un pieno consenso da parte di tutto il consiglio o della tribù. Una disputa sul trattato condusse alla guerra Yakima (1855-1858) combattuta contro gli Stati Uniti.
Dopo la guerra Bannock del 1878, il governo degli Stati Uniti costrinse i Paiute del Nord a uscire dal Nevada e ad andare nella riserva Yakama, anche se la maggior parte di loro non era stata coinvolta nella guerra. Gli oltre 500 Paiute nello stato di Washington furono sottoposti a privazioni per oltre un decennio prima di poter tornare in Nevada. Essi furono costretti a competere per le risorse limitate e per le abitazioni nella riserva con le persone che già vi si erano stabilite da decenni. I Paiute non tornarono in Nevada finché l'espansione del 1886 della riserva indiana di Duck Valley non permise loro di riunirsi con i loro fratelli Shoshone occidentali.

## Comunità
- Glenwood
- Harrah
- Parker
- Satus
- Tampico (parte)
- Toppenish
- Union Gap (parte)
- Wapato
- White Swan